# Ammar Khammash
Ammar Khammash (in arabo عمار خماش‎?; 8 ottobre 1960) è un architetto, designer e artista giordano di origine palestinese 
Il suo lavoro si basa sull'integrazione dei progetti edilizi con la natura e l'ambiente circostante..

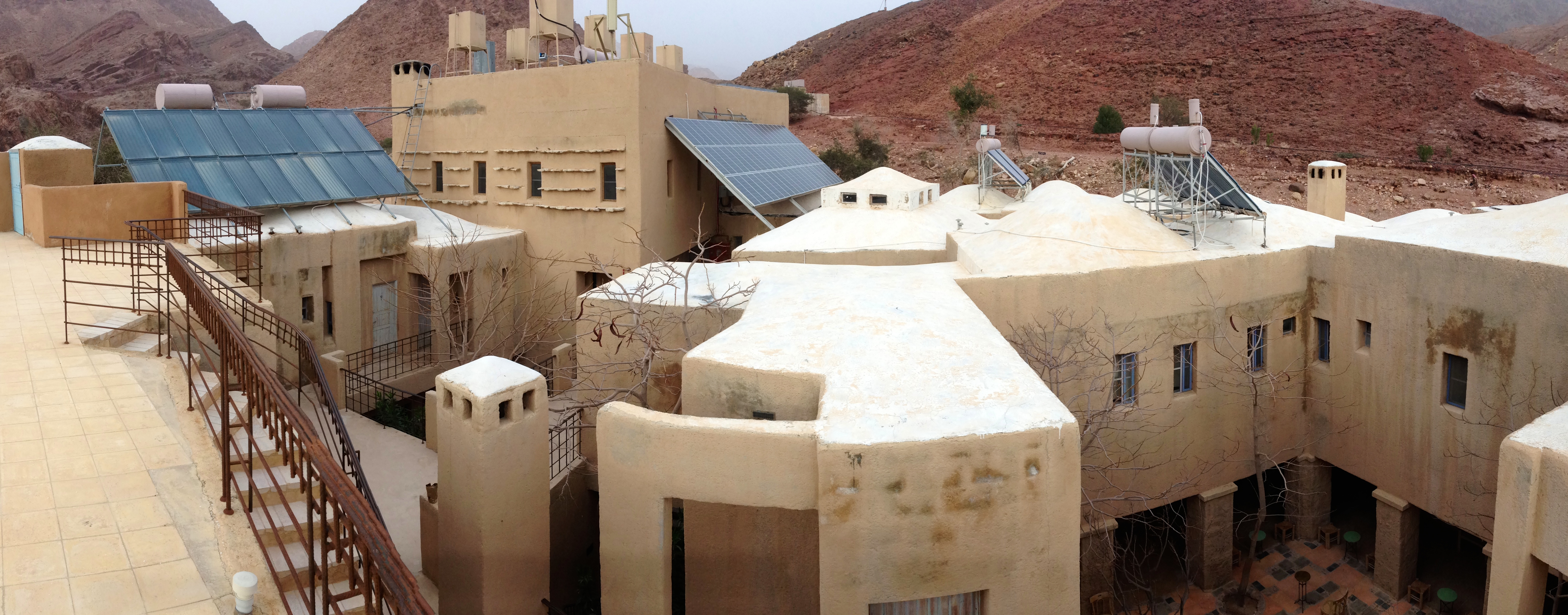
Feynan Ecolodge, Riserva della biosfera di Dana (Giordania)

I suoi progetti hanno contribuito a far rivivere Pella e la Valle del Giordano creando due punti di ristoro
Ha partecipato a numerose mostre d'arte ed è stato incaricato di progettare alcuni degli edifici più importanti della regione. Gli fu assegnato un premio per il progetto della moschea di Nazaret, controversa per la sua vicinanza alla Chiesa dell'Annunciazione. Uno dei suoi progetti più famosi è la ricostruzione di Pella e della Valle del Giordano; costruì un punto di ristoro vicino al museo, uno a Pella e l'altro a Um Qais.